# جایزه زرین برنامه‌های تلویزیونی
جایزه زرین برنامه‌های تلویزیونی (اسپانیایی: TP de Oro‎) نام جایزه‌ای است که در کشور اسپانیا از سال ۱۹۷۲ تا ۲۰۱۱ به برترین تولیدات تلویزیونی اسپانیا و همچنین سریال‌های تلویزیونی خارجی اهدا می‌شد.
با آنکه این جایزه نخستین بار در سال ۱۹۷۲ بنیان نهاده شد، اما پخش تلویزیونیِ مراسمِ آن، از سال ۱۹۹۱ میلادی انجام پذیرفت. در سال ۱۹۹۶، مجسمه‌ساز اسپانیایی «خواکین کویانتِـس» یک تندیس از جنسِ برنز برای این مراسم طراحی کرد. در سال ۲۰۱۲ میلادی، این جوایز با «جوایز فوتوگراماس سیمین» ادغام شد.